# Безант

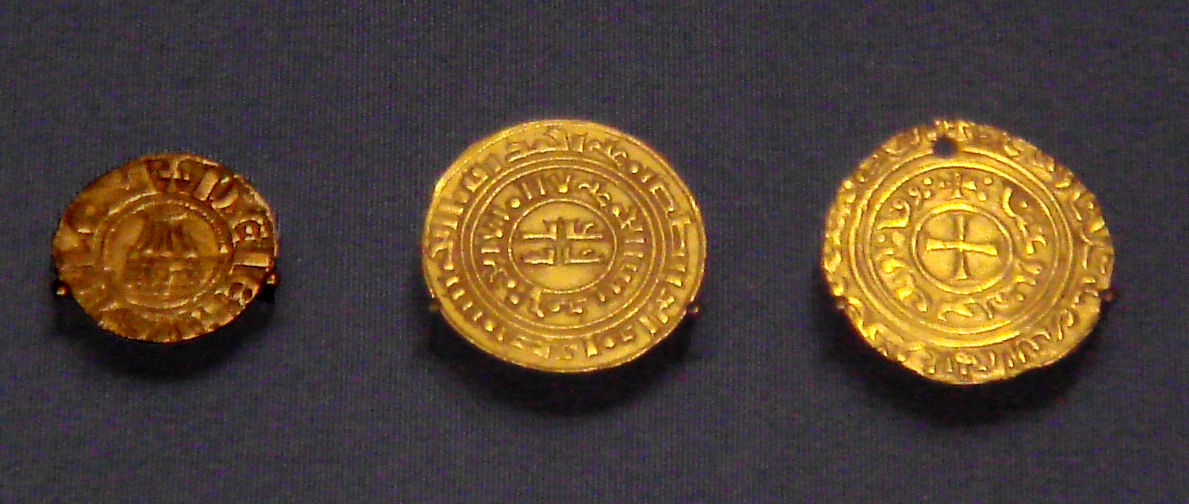
Монети Єрусалимського королівства:
1. Деньє в європейському стилі з Храму Гробу Господнього (1162-75);
2. Золотий безант з куфічними написами (1140-80);
3. Золотий безант з хрестом (1250).
Перші золоті монети хрестоносців були скопійовані з арабських динарів, але після 1250 були додані християнські символи.

Беза́нт (давньофр. bezant; від лат. besantius, лат. bizantius aureus) — у X—XIII століттях західноєвропейська назва візантійського соліда й інших золотих монет східних держав. Слово походить від грецького Візантія, стародавньої назви Константинополя, столиці Візантійської імперії. У широкому значенні позначає золоті монети або гроші загалом в західноєвропейських середньовічних документах. Також — назва гербової фігури у геральдиці. Також — біза́нт (лат. bysantius, bisantius; італ. bisante), бізантін.

## Опис
Назва походить від латинізованої форми оригінальної грецької назви відносно невеликого міста грец. Βυζάντιον («Byzantion»), яке у IV столітті стало столицею Східної Римської імперії та перейменоване пізніше у Константинополь, за наказом римського імператора Костянтина Великого. Візантійська імперія була одним з основних джерел золотих монет з часів Костянтина.
Золоті монети, на відміну від срібних, не карбувались зазвичай у ранньому середньовіччі в Західній Європі. Рідко золоті монети були використовувані при здійсненні виплат у особливих випадках, або щоб показати знак поваги. Візантійські золоті монети високо цінувались, як і пізніше ісламські. Першими безантами були візантійські соліди. Пізніше цей термін також поширився на золоті динари, які карбувалися у ісламських халіфів, також за зразком візантійського соліда.
«Бізант» термін був використаний венеційцями для позначення єгипетських золотих динарів. Марко Поло згадував безанти в рахунках своєї подорожі в Східну Азію при описі грошей імперії юань . Його описи були засновані на співвідношенні 1 безант = 20 гроутів = 133 ⅓ торнезе. Карбування золотих монет було знову відновлено у Європі у 1252 році, коли у Флоренції почали карбувати золоті монети, відомі як флорини.
До появи флоринів та дукатів — основна золота торгова монета, особливо в торгівлі з країнами Близького Сходу. На східнослов'янські землі потрапляв рідко.

## В геральдиці
В геральдиці безант (фр. bezant) — гереальдична фігура. Його зображують у вигляді золотого (жовтого) або срібного (білого) круга, що уособлює монету. Як і більшість геральдичних фігур безанти походять з доби Хрестових походів, коли західні європейці познайомилися із візантійськими золотими монетами високої якості. 

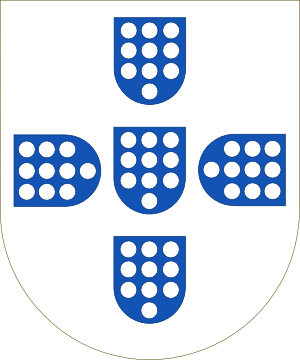
Старий герб Португалії
Герб Корнуольського герцогства
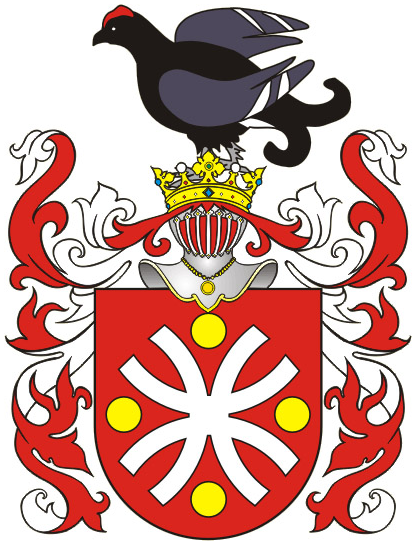
Геральт (герб)
Герб Меко
Герб Аджарії
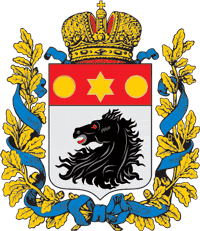
Герб Харківської губернії